# Erica petiolaris
Erica petiolaris är en ljungväxtart som beskrevs av Jean-Baptiste de Lamarck. Erica petiolaris ingår i släktet klockljungssläktet, och familjen ljungväxter. Inga underarter finns listade i Catalogue of Life.